# 蓝叶忍冬
蓝叶忍冬（学名：Lonicera korolkowii），是忍冬科忍冬属的植物。落叶灌木，生于山间路旁或村边。常栽培。中国东北、华北、西北及长江流域均可栽培。